# Куленов, Ахат Салемхатович
Ахат Салемхатович Куленов (15 апреля 1932, Павлодар — 27 декабря 2007) — казахстанский общественный деятель, металлург, педагог, член-корреспондент Инженерной академии Республики Казахстан, лауреат Государственной премии, профессор кафедры химии, металлургии, и обогащения ВКГТУ им. Д. Серикбаева, сенатор Парламента Республики Казахстан (1995—1999), депутат Совета Национальностей Верховного Совета СССР 11 созыва (1984-1989) от Казахской ССР. Народный герой Казахстана (1994).

## Биография
Родился в городе Павлодаре в семье замнаркома республики, репрессированного в 1937 году.
С 1943 по 1951 год воспитывался в Каскеленском детском доме (село Каскелен, Алма-Атинской области).
После окончания в 1956 году Казахского горно-металлургического института по специальности «металлургия цветных металлов» по распределению пошёл работать на Усть-Каменогорский свинцово-цинковый комбинат рабочим-спекальщиком.
Рациональность мышления, инициативность и трудолюбие позволили ему пройти от рабочего до мастера смены, технолога, начальника цеха, главного инженера, директора комбината, а затем президента ОАО «Усть-Каменогорский свинцово-цинковый комбинат». Сорок лет жизни Ахата Салемхатовича отдано металлургии.
Под его руководством свинцово-цинковый комбинат одним из первых начал производить реконструкцию. В итоге комбинат превратился в предприятие, которому по техническому оснащению и уровню переработки отходов не было равного в СССР.
Идея создать замкнутый цикл по производству золота и серебра на комбинате принадлежала А. С. Куленову, она позволила Казахстану заявить о себе как о стабильном производителе золота и войти в ранг поставщиков его на Лондонской бирже.
27 января 1992 года на Усть-Каменогорском свинцово-цинковом комбинате был отлит казахстанский слиток, который стал одним из символов независимости Казахстана.
Ахат Салемхатович — автор более 130 научных трудов, 100 изобретений и 140 рационализаторских предложений.
В 1995 году Ахат Салемхатович избирался в Сенат Парламента Республики Казахстан, где некоторое время работал в Комитете по международным делам, обороне и безопасности.
С 1999 года возглавлял ЗАО "Горно-металлургический комбинат «Алтын Аймак», с 2007 года совмещал работу с преподаванием в ВКГТУ имени Д. Серикбаева.

## Награды
- Народный герой Казахстана («Халык Кахарманы») — за большой личный вклад в решение социальных проблем (1994)
- Орден Октябрьской Революции
- Орден Трудового Красного Знамени
- Медаль «За трудовую доблесть»
- Лауреат Государственной премии СССР — за организацию производства редких металлов из отходов металлургического производства (1985).
- Заслуженный рационализатор Казахской ССР.
- Почётный гражданин Усть-Каменогорска